# Jeux paralympiques d'hiver de 1998
Les Jeux paralympiques d'hiver de 1998, VIIes Jeux paralympiques d'hiver, se sont déroulés à Nagano au Japon du 5 au 15 mars 1998. Ce sont les premiers Jeux paralympiques d'hiver hors d'Europe.

## Les sports pratiqués
- Ski alpin (54 épreuves)
- Ski nordique (ski de fond et biathlon) (51 épreuves)
- Hockey sur luge (1 épreuve)
- Course sur luge (16 épreuves)
- Biathlon

## Les faits marquants
- Les athlètes ayant une déficience intellectuelle sont intégrés aux jeux
- La Norvège répète le succès de Lillehammer en récoltant 18 titres
- Apparition aux jeux de la course sur luge uniquement pour ces jeux.
- Le sit-ski (dans un siège), présenté comme un sport de démonstration aux Jeux paralympiques de Innsbruck en 1984, est devenu une discipline officielle.
- Les jeux connaissent une forte popularité auprès des médias (1 468 journalistes).

## Nations participantes
Les trente-et-une nations suivantes participent aux Jeux. L'Afrique du Sud, l'Arménie, l'Iran, la Slovénie et l'Ukraine participent toutes pour la première fois aux Jeux d'hiver. Dans le cas de l'Afrique du Sud, il s'agit de la première participation d'une nation africaine aux Jeux paralympiques d'hiver depuis celle de l'Ouganda en 1980. Le nombre d'athlètes par délégation est indiqué ici entre parenthèses.
| Afrique              | Amérique                        | Asie                                                        | Europe | Océanie                                |
| -------------------- | ------------------------------- | ----------------------------------------------------------- | --- | -------------------------------------- |
| - Afrique du Sud (1) | - Canada (33) - États-Unis (49) | - Corée du Sud (4) - Iran (2) - Japon (67) - Kazakhstan (1) | - Allemagne (40) - Arménie (8) - Autriche (34) - Biélorussie (5) - Bulgarie (3) - Danemark (3) - Espagne (14) - Estonie (15) - Finlande (21) - France (25) - Grande-Bretagne (21) - Italie (21) - Norvège (43) - Pays-Bas (3) - Pologne (26) - Tchéquie (6) - Russie (35) - Slovaquie (18) - Slovénie (1) - Suède (24) - Ukraine (11) | - Australie (4) - Nouvelle-Zélande (5) |
| 1 pays               | 2 pays                          | 4 pays                                                      | 21 pays | 2 pays                                 |

## Tableau des médailles
| Rang | Nation             | Or | Argent | Bronze | Total |
| ---- | ------------------ | -- | ------ | ------ | ----- |
| 1er  | Norvège            | 18 | 9      | 13     | 40    |
| 2e   | Allemagne          | 14 | 17     | 13     | 44    |
| 3e   | États-Unis         | 13 | 8      | 13     | 34    |
| 4e   | Japon              | 12 | 16     | 13     | 41    |
| 5e   | Russie             | 12 | 10     | 9      | 31    |
| 6e   | Suisse             | 10 | 5      | 8      | 23    |
| 7e   | Espagne            | 8  | 0      | 0      | 8     |
| 8e   | Autriche           | 7  | 16     | 11     | 34    |
| 9e   | Finlande           | 7  | 5      | 7      | 19    |
| 10e  | France             | 5  | 9      | 8      | 22    |
| 11e  | Nouvelle-Zélande   | 4  | 1      | 1      | 6     |
| 12e  | Italie             | 3  | 4      | 3      | 10    |
| 13e  | République tchèque | 3  | 3      | 1      | 7     |
| 14e  | Ukraine            | 3  | 2      | 4      | 9     |
| 15e  | Canada             | 1  | 9      | 5      | 15    |
| 16e  | Australie          | 1  | 0      | 1      | 2     |
| 17e  | Danemark           | 1  | 0      | 1      | 2     |
| 18e  | Slovaquie          | 0  | 6      | 4      | 10    |
| 19e  | Suède              | 0  | 1      | 5      | 6     |
| 20e  | Pays-Bas           | 0  | 1      | 1      | 2     |
| 21e  | Pologne            | 0  | 0      | 2      | 2     |